# تحلية المياه بالطاقة الشمسية
تحلية المياه بالطاقة الشمسية هي عملية إزالة الأملاح والمعادن من المياه المالحة أو المياه البحرية باستخدام الطاقة المستمدة من الشمس كمصدر رئيسي للطاقة. تُعد هذه التقنية من الحلول المستدامة والبيئية لتوفير مياه الشرب في المناطق التي تعاني من شح المياه أو ارتفاع تكاليف مصادر الطاقة التقليدية. تنقسم تقنيات التحلية الشمسية إلى نوعين رئيسيين: التحلية المباشرة التي تعتمد على تسخير الحرارة الشمسية لتبخير المياه وإعادة تكثيفها، والتحلية غير المباشرة التي تستخدم الطاقة الشمسية لتوليد الكهرباء أو حرارة وسيطة تدير أنظمة تحلية مختلفة مثل التناضح العكسي أو التقطير الحراري.

## التاريخ
تعود جذور تحلية المياه باستخدام الطاقة الشمسية إلى آلاف السنين، حيث استخدمت الحضارات القديمة مثل الإغريق والفرس تقنيات بدائية للتقطير الشمسي من أجل إنتاج المياه العذبة والمستحضرات الطبية. وقد كانت الأحواض الشمسية (solar stills) تُعتبر من أولى الطرق المستخدمة بشكل واسع لتنقية المياه الملوثة وتحويلها إلى مياه صالحة للشرب.
في العصر الحديث، تم تسجيل أول براءة اختراع أمريكية لنظام تقطير شمسي في عام 1870 باسم نورمان ويلر ووالتون إيفانز. بعد ذلك بعامين، شيد المهندس السويدي تشارلز ويلسون محطة تقطير شمسية في "لاس ساليناس" (Las Salinas) في تشيلي، لتوفير مياه عذبة لعمال مناجم الملح والفضة . وقد عملت هذه المحطة بشكل مستمر لأكثر من 40 عامًا، بإنتاج يومي متوسط قدره 22.7 مترًا مكعبًا من الماء العذب، معتمدة على المياه المتبقية من عمليات التعدين كمصدر تغذية.
في الولايات المتحدة، بدأت الجهود الرسمية لتطوير التحلية الشمسية خلال أوائل خمسينيات القرن العشرين، عندما سنّ الكونغرس "قانون تحويل المياه المالحة" في عام 1952، مما أدى إلى تأسيس "مكتب المياه المالحة" في عام 1955. وقد تم إنشاء عدة محطات تجريبية، إحداها في دايتونا بيتش بولاية فلوريدا، لبحث إمكانيات التقطير الشمسي في المجتمعات النائية وشبه الصحراوية.
شهدت ستينيات وسبعينيات القرن الماضي بناء محطات تحلية شمسية أكبر حجماً في عدد من الجزر اليونانية ، بقدرات إنتاج تتراوح بين 2,000 و8,500 متر مكعب يوميًا. أما في عام 1984، فقد أُنشئ في أبو ظبي مصنع يعمل بتقنية التقطير متعدد التأثير (MED) وبطاقة 120 متر مكعب يوميًا، ولا يزال في الخدمة حتى اليوم.
ورغم التوسع المستمر في تحلية المياه عالميًا، فإن نسبة المحطات التي تعتمد على الطاقة الشمسية ما تزال أقل من 1٪ من إجمالي الإنتاج اليومي البالغ أكثر من 22 مليون متر مكعب. ويرجع ذلك إلى التكاليف العالية نسبيًا للتقنيات الشمسية مقارنة بالطرق التقليدية مثل التناضح العكسي (RO) والتقطير الوميضي متعدد المراحل (MSF)، والتي تعتمد اعتمادًا كبيرًا على الوقود الأحفوري . وتشير التقديرات إلى أن محطات التحلية التقليدية تستهلك ما يعادل 203 ملايين طن من الوقود سنويًا، مما يثير تساؤلات حول استدامتها البيئية والاقتصادية على المدى الطويل.
ومع تزايد الضغوط المرتبطة بظاهرة ذروة النفط والارتفاع المتوقع في أسعار الطاقة الأحفورية، تزداد جاذبية الطاقة الشمسية كحل بديل مستدام لتحلية المياه في المستقبل.

## التقنيات المستخدمة
تعتمد تقنيات تحلية المياه بالطاقة الشمسية على تحويل الطاقة الشمسية إلى طاقة حرارية أو كهربائية تُستخدم في فصل الأملاح والشوائب عن المياه المالحة أو الملوثة. وتنقسم هذه التقنيات إلى نوعين رئيسيين: التحلية الحرارية الشمسية والتحلية الكهروضوئية الشمسية.
التحلية الحرارية (المباشرة): تُستخدم في هذه الطريقة مجمّعات شمسية لتسخين المياه المالحة داخل وحدات تشبه البيت الزجاجي تُعرف باسم "المقطرات الشمسية"، حيث يتبخر الماء بفعل حرارة الشمس ثم يتكاثف كبخار نقي على أسطح باردة، ليُجمع كماء عذب. هذه التقنية بسيطة وملائمة للمناطق النائية، إلا أن مردودها المائي منخفض نسبيًا مقارنة بالأنظمة الصناعية الكبرى
التحلية الكهروضوئية (غير المباشرة): تعتمد على استخدام الألواح الشمسية لتوليد الكهرباء، تُستخدم بدورها لتشغيل أنظمة تحلية تعتمد على تقنيات كهربائية مثل التناضح العكسي (RO) أو التحليل الكهربائي أو التقطير الوميضي متعدد المراحل (MSF). يُعد التناضح العكسي المدعوم بالألواح الشمسية من أكثر الأساليب شيوعًا، حيث يُضخ الماء عبر أغشية شبه نفاذة تحت ضغط عالٍ لإزالة الأملاح، وهو نظام فعّال نسبيًا في استهلاك الطاقة
التقطير الوميضي متعدد المراحل (MSF):
تُعتبر هذه التقنية من أكثر الطرق شيوعًا في محطات التحلية الحرارية على مستوى العالم، وتُستخدم غالبًا في المحطات الصناعية الكبيرة، خصوصًا في الخليج العربي. تعتمد هذه التقنية على تسخين المياه المالحة إلى درجة الغليان تحت ضغط منخفض، ثم تمريرها عبر سلسلة من الغرف (المراحل) حيث يتبخر جزء من الماء تلقائيًا عند دخول كل مرحلة نتيجة لانخفاض الضغط التدريجي. يتم بعد ذلك تكثيف البخار المتولد في كل مرحلة على سطح مبرد لجمع المياه العذبة.
يُمكن أن تعمل تقنية MSF باستخدام حرارة ناتجة من مصادر شمسية، سواء بشكل مباشر أو عبر أنظمة تخزين حراري. غير أن التحديات المرتبطة باستهلاك الطاقة العالية في التسخين تجعلها أكثر ملاءمة للربط مع أنظمة الطاقة الشمسية المركّزة أو الحرارية، بدلاً من الألواح الكهروضوئية وحدها.
الترطيب الشمسي–إزالة الترطيب (Solar Humidification–Dehumidification):
تقوم تقنية الترطيب الشمسي–إزالة الترطيب (SHDH) على محاكاة الدورة الطبيعية لتبخر وتكثيف الماء. في هذه الطريقة، يتم تسخين مياه البحر باستخدام الطاقة الشمسية، مما يؤدي إلى تبخرها داخل حجرة مغلقة. ثم يُنقل البخار إلى منطقة تكثيف، حيث يتم تبريده وتكثيفه ليصبح ماءً عذبًا.
تُعد هذه الطريقة بسيطة من الناحية التقنية وفعالة في البيئات ذات الإشعاع الشمسي العالي، كما أنها لا تتطلب ضغطًا عاليًا أو مواد كيميائية معقدة، مما يجعلها ملائمة للتطبيقات اللامركزية والمجتمعات الريفية.
تشمل التحديات المرتبطة بهذه التقنية محدودية الإنتاجية اليومية مقارنة بالتقنيات الأخرى، وضرورة التحكم في الفروقات الحرارية لتحسين كفاءة النظام.
كما توجد تقنيات هجينة تجمع بين مصادر الطاقة الشمسية وأشكال أخرى من الطاقة المتجددة أو التقليدية، بهدف تحسين الكفاءة وخفض التكلفة التشغيلية في أنظمة التحلية.

## المبادئ الفيزيائية لتحلية المياه بالطاقة الشمسية
تعتمد تقنيات تحلية المياه بالطاقة الشمسية على مجموعة من المبادئ الفيزيائية التي تحاكي في جوهرها دورة الماء الطبيعية (Evaporation-Condensation Cycle)، والتي يتم تفعيلها بوساطة الطاقة الحرارية الناتجة عن الإشعاع الشمسي. ترتكز هذه العمليات على التحويل المباشر للطاقة الشمسية إلى حرارة تُستخدم لتبخير الماء، ثم إعادة تكثيفه للحصول على ماء عذب خالٍ من الأملاح والشوائب.

### انتقال الحرارة والتبخير:
المبدأ الفيزيائي الأساسي في وحدات التقطير الشمسي هو انتقال الحرارة بالتوصيل والحمل والإشعاع إلى سطح الماء المالح. عند تسخين الماء بفعل الطاقة الشمسية، تبدأ الجزيئات السطحية في اكتساب طاقة حركية كافية لتتحول إلى بخار. تتطلب عملية التبخير كمية كبيرة من الطاقة تُعرف باسم الحرارة الكامنة للتبخير (Latent Heat of Vaporization)، وهي حوالي 2260 كيلو جول لكل كغ من الماء عند درجة حرارة 100 °C.
يشير هذا إلى أن النظام الشمسي لا بد أن يكون فعالًا في جمع وتخزين أكبر قدر ممكن من الطاقة الشمسية في حدود ساعات السطوع الشمسي اليومية. كما أن درجة الحرارة والضغط داخل النظام تؤثران على كفاءة التبخر، حيث يمكن خفض نقطة الغليان من خلال تقنيات التفريغ لتسريع العملية وتقليل استهلاك الطاقة .

### التكثيف واستعادة المياه:
بعد تبخر الماء، يُعاد تكثيف البخار على سطح بارد نسبياً (زجاج الغطاء أو سطح معدني)، ويتحوّل من جديد إلى ماء سائل نقي. وتعتمد فعالية التكثيف على فرق درجات الحرارة بين البخار وسطح التكثيف، وهو ما يستدعي عزلًا حراريًا جيدًا لمنع الفواقد الحرارية. يتم جمع الماء المقطر في قناة أسفل السطح المائل.

### تأثير الضغط ودرجة الحرارة:
من المبادئ الحاسمة في التصميم الفيزيائي لوحدات التحلية الشمسية هو أن تخفيض الضغط داخل النظام (كما في تقنيات التقطير تحت التفريغ) يؤدي إلى خفض درجة غليان الماء. فعلى سبيل المثال، يمكن للماء أن يغلي عند 60 °C فقط إذا خُفِض الضغط الجوي إلى ما دون 0.2 بار. هذا يقلل من كمية الحرارة المطلوبة للتبخير ويزيد من كفاءة النظام .

### الكفاءة الحرارية وتحسين الأداء:
تعتمد الكفاءة الكلية لأنظمة التحلية الشمسية على مدى القدرة على تحويل الإشعاع الشمسي إلى حرارة ثم إلى ماء نقي. تُقاس هذه الكفاءة غالبًا بنسبة كمية الماء الناتجة إلى الطاقة الشمسية الساقطة. تؤثر عدة عوامل على الكفاءة، منها:
- مساحة سطح الامتصاص
- جودة العزل الحراري
- سمك طبقة الماء
- لون ومواد الغطاء الزجاجي أو البلاستيكي

وفي بعض الأنظمة الحديثة، يتم استخدام مرآة مكافئة لتركيز الأشعة الشمسية على نقطة محددة لزيادة درجة الحرارة، أو استخدام أنظمة تخزين حراري مثل الملح المنصهر للحفاظ على التبخير ليلاً. 

## أمثلة على محطات تحلية المياه بالطاقة الشمسية
تم في عام 1993 في باكستان ابتكار محطة لتحلية المياه تعتمد على تصميم برج رفع خرساني مغطى بزجاج، ينتج حوالي 4 لترات من المياه المقطرة لكل متر مربع يوميًا، وهو إنتاج يعادل عشرة أضعاف محطة تقليدية أفقية. تعتمد هذه المحطة على تبخر المياه المالحة على الأسطح الخرسانية الداخلية للبرج وتكثيف البخار على السطح الزجاجي، مع تحسين كفاءة التبخير بزيادة ارتفاع البرج، مما يرفع من الإنتاجية.
في اليونان، شهدت ستينيات وسبعينيات القرن العشرين إنشاء محطات تحلية شمسية على جزر متعددة، باستخدام تقنيات متقدمة مثل التقطير متعدد التأثير (MED)، بقدرات إنتاجية تراوحت بين 2000 و8500 متر مكعب يوميًا، مما ساهم في توفير مياه شرب نظيفة لسكان الجزر.
في أبو ظبي، بُني في عام 1984 مصنع تحلية يعمل بتقنية MED بطاقة إنتاج تصل إلى 120 متر مكعب يوميًا، ولا يزال هذا المصنع عاملًا حتى اليوم، معتمداً على الطاقة الشمسية إلى جانب مصادر أخرى للطاقة لتحسين الاستدامة والكفاءة .
كما توجد مشاريع صغيرة ومتوسطة الحجم في مناطق مثل إيطاليا وتكساس والكويت، تستخدم فيها مجمعات شمسية حرارية لتشغيل وحدات التقطير الوميضي متعدد المراحل (MSF)، مع إنتاجية تصل إلى عشرات الأمتار المكعبة يوميًا، مما يمثل خطوة مهمة نحو تعميم استخدام الطاقة الشمسية في تحلية المياه.
كما تُستخدم أنظمة تحلية متنقلة أو شبه متنقلة في مناطق نائية أو لحالات الطوارئ، حيث تجمع بين بساطة التصميم والاعتماد على الطاقة الشمسية لتوفير مياه شرب نظيفة، مما يجعلها خيارًا فعالًا في ظروف نقص المياه الحاد .

## التحديات والحلول
تعد تحلية المياه بالطاقة الشمسية تقنية واعدة لمواجهة شح المياه ورفع استدامة الموارد المائية، لكنها تواجه عدة تحديات فنية وبيئية تؤثر على كفاءتها وانتشارها. لفهم آفاق تطوير هذه التقنية وتعزيز فعالية أنظمتها، من الضروري التعرف على المشاكل التقنية التي تعترض عملها، بالإضافة إلى الحلول المبتكرة التي تم التوصل إليها لتحسين الأداء وتقليل التكاليف التشغيلية.

### مشاكل في الأنظمة الحرارية
تواجه أنظمة تحلية المياه بالطاقة الشمسية الحرارية عدة تحديات تقنية تؤثر على كفاءتها واستدامتها. من أبرز هذه المشكلات الفاقد الحراري الكبير أثناء عمليات التبخر والتكثيف، مما يقلل من الكفاءة الإجمالية للنظام. كما يؤدي تصميم الأسطح والتجهيزات إلى تعارض بين تحقيق نقل حرارة فعال وضمان الاقتصاد والمتانة، وهو ما يمثل تحديًا في تطوير أنظمة متينة وموثوقة. بالإضافة إلى ذلك، تعاني الأنظمة من مشاكل التآكل بسبب البيئة المالحة، مما يرفع من تكاليف الصيانة ويؤثر على عمر المعدات. تؤدي هذه العوامل مجتمعة إلى ارتفاع تكاليف التشغيل والاستثمار، مما يقيد انتشار هذه التقنية في التطبيقات واسعة النطاق. 

### حلول للأنظمة الحرارية
لمواجهة المشكلات الفنية والاقتصادية في أنظمة التحلية الشمسية الحرارية، تم تطوير عدة حلول مبتكرة. تشمل هذه الحلول تحسين العزل الحراري للأنظمة للحد من الفاقد الحراري، واستخدام أنظمة استرداد الحرارة من بخار التكثيف لإعادة تدوير الطاقة الحرارية داخل النظام، مما يزيد من الكفاءة التشغيلية. كما يُستخدم خفض الضغط في غرف التبخير بواسطة مضخات التفريغ لتقليل درجة حرارة الغليان، مما يقلل من كمية الطاقة المطلوبة للتبخير. إلى جانب ذلك، تُستخدم مواد مقاومة للتآكل وتصاميم معيارية لتسهيل الصيانة وخفض التكاليف التشغيلية، مما يساهم في تحسين الاعتمادية والاقتصاد.
ومن الحلول الفعّالة للتغلب على العائق الناتج عن ارتفاع متطلبات الطاقة الحرارية في أنظمة تحلية المياه بالطاقة الشمسية هو تقليل الضغط داخل خزان التبخير. ويتم ذلك باستخدام مضخات تفريغ تقوم بخفض الضغط الجوي، مما يخفض بشكل كبير درجة الحرارة اللازمة لتبخير الماء. فعلى سبيل المثال، عند ضغط يساوي حوالي 0.1 من الضغط الجوي، يغلي الماء عند نحو 50 درجة مئوية بدلاً من 100 درجة مئوية، مما يقلل من استهلاك الطاقة اللازمة لعملية التحلية ويُحسّن كفاءة النظام (Kalogirou, 2005, pp. 255–257).

## روابط خارجية
- Autonomous desalination in the Mediterranean: ADIRA
- European Solar Thermal Technology Platform, ESTTP. ESTTP
- Network on renewable energy based desalination: Coordination Action - ADU-RES
- Solar Thermal Desalination SolarSpring
- SEA Panel — manufacturer of personal solar desalination systems
- European project supporting the use of renewable energy for powering desalination: ProDes
- SPX Global manufacturer of solar powered water systems for remote areas